# Selecció masculina d'handbol de Dinamarca
La selecció masculina d'handbol de Dinamarca representa Dinamarca en les competicions internacionals masculines d'handbol. Ha guanyat 3 medalles (2 d'or) en els Jocs Olímpics, 8 medalles (4 d'or) en els Campionats del Món i 8 medalles (2 d'or) en els Campionats d'Europa.
La selecció danesa és l'únic equip masculí que ha estat capaç de guanyar 4 Campionats del Món consecutius, aconseguits el 2019, 2021, 2023 i 2025.
Lars Christiansen, amb 338 partits jugats, és el jugador amb més aparicions internacionals amb la samarreta de la selecció nacional i també el màxim golejador en tota la història del combinat danès, amb un total de 1.503 gols anotats.

## Historial

### Jocs Olímpics
| Edició | Any  | Seu            | Posició              | J                    | G                    | E                    | P                    | GF                   | GC                   | DG                   |
| ------ | ---- | -------------- | -------------------- | -------------------- | -------------------- | -------------------- | -------------------- | -------------------- | -------------------- | -------------------- |
| XI     | 1936 | Berlín         | No hi va participar  | No hi va participar  | No hi va participar  | No hi va participar  | No hi va participar  | No hi va participar  | No hi va participar  | No hi va participar  |
| XX     | 1972 | Múnic          | 13a posició          | 5                    | 2                    | 1                    | 2                    | 78                   | 78                   | 0                    |
| XXI    | 1976 | Montreal       | 8a posició           | 5                    | 2                    | 0                    | 3                    | 113                  | 127                  | -14                  |
| XXII   | 1980 | Moscou         | 9a posició           | 6                    | 2                    | 0                    | 4                    | 124                  | 124                  | 0                    |
| XXIII  | 1984 | Los Angeles    | 4a posició           | 6                    | 4                    | 0                    | 2                    | 134                  | 122                  | +12                  |
| XXIV   | 1988 | Seül           | No es va classificar | No es va classificar | No es va classificar | No es va classificar | No es va classificar | No es va classificar | No es va classificar | No es va classificar |
| XXV    | 1992 | Barcelona      | No es va classificar | No es va classificar | No es va classificar | No es va classificar | No es va classificar | No es va classificar | No es va classificar | No es va classificar |
| XXVI   | 1996 | Atlanta        | No es va classificar | No es va classificar | No es va classificar | No es va classificar | No es va classificar | No es va classificar | No es va classificar | No es va classificar |
| XXVII  | 2000 | Sydney         | No es va classificar | No es va classificar | No es va classificar | No es va classificar | No es va classificar | No es va classificar | No es va classificar | No es va classificar |
| XXVIII | 2004 | Atenes         | No es va classificar | No es va classificar | No es va classificar | No es va classificar | No es va classificar | No es va classificar | No es va classificar | No es va classificar |
| XXIX   | 2008 | Pequín         | 7a posició           | 8                    | 3                    | 2                    | 3                    | 225                  | 211                  | +14                  |
| XXX    | 2012 | Londres        | 6a posició           | 6                    | 4                    | 0                    | 2                    | 146                  | 153                  | -7                   |
| XXXI   | 2016 | Rio de Janeiro | 1                    | 8                    | 6                    | 0                    | 2                    | 230                  | 211                  | +19                  |
| XXXII  | 2020 | Tòquio         | 2                    | 8                    | 6                    | 0                    | 2                    | 255                  | 212                  | +33                  |
| XXXIII | 2024 | París          | 1                    | 8                    | 8                    | 0                    | 0                    | 267                  | 220                  | +47                  |

### Campionat del Món
| Edició | Any  | Seu                       | Posició              | J                    | G                    | E                    | P                    | GF                   | GC                   | DG                   |
| ------ | ---- | ------------------------- | -------------------- | -------------------- | -------------------- | -------------------- | -------------------- | -------------------- | -------------------- | -------------------- |
| I      | 1938 | Alemanya Nazi             | 4a posició           | 3                    | 0                    | 0                    | 3                    | 6                    | 20                   | -14                  |
| II     | 1954 | Suècia                    | 5a posició           | 3                    | 1                    | 0                    | 2                    | 44                   | 45                   | -1                   |
| III    | 1958 | Alemanya de l'Est         | 4a posició           | 6                    | 4                    | 0                    | 2                    | 121                  | 86                   | +35                  |
| IV     | 1961 | Alemanya Occidental       | 5a posició           | 6                    | 4                    | 0                    | 2                    | 92                   | 78                   | +14                  |
| V      | 1964 | Txecoslovàquia            | 7a posició           | 6                    | 3                    | 0                    | 3                    | 105                  | 96                   | +9                   |
| VI     | 1967 | Suècia                    | 2                    | 6                    | 4                    | 0                    | 2                    | 92                   | 77                   | +15                  |
| VII    | 1970 | França                    | 4a posició           | 6                    | 3                    | 0                    | 3                    | 103                  | 116                  | -13                  |
| VIII   | 1974 | Alemanya de l'Est         | 8a posició           | 6                    | 2                    | 0                    | 4                    | 63                   | 78                   | -15                  |
| IX     | 1978 | Dinamarca                 | 4a posició           | 6                    | 4                    | 1                    | 1                    | 114                  | 101                  | +13                  |
| X      | 1982 | Alemanya Occidental       | 4a posició           | 7                    | 4                    | 1                    | 2                    | 150                  | 143                  | +7                   |
| XI     | 1986 | Alemanya de l'Est         | 8a posició           | 7                    | 3                    | 0                    | 4                    | 152                  | 160                  | -8                   |
| XII    | 1990 | Txecoslovàquia            | No es va classificar | No es va classificar | No es va classificar | No es va classificar | No es va classificar | No es va classificar | No es va classificar | No es va classificar |
| XIII   | 1993 | Suècia                    | 9a posició           | 7                    | 2                    | 2                    | 3                    | 145                  | 156                  | -11                  |
| XIV    | 1995 | Islàndia                  | 17a posició          | 5                    | 2                    | 0                    | 3                    | 126                  | 117                  | +9                   |
| XV     | 1997 | Japó                      | No es va classificar | No es va classificar | No es va classificar | No es va classificar | No es va classificar | No es va classificar | No es va classificar | No es va classificar |
| XVI    | 1999 | Egipte                    | 9a posició           | 6                    | 4                    | 0                    | 2                    | 141                  | 140                  | +1                   |
| XVII   | 2001 | França                    | No es va classificar | No es va classificar | No es va classificar | No es va classificar | No es va classificar | No es va classificar | No es va classificar | No es va classificar |
| XVIII  | 2003 | Portugal                  | 9a posició           | 7                    | 4                    | 0                    | 3                    | 201                  | 193                  | +8                   |
| XIX    | 2005 | Tunísia                   | 13a posició          | 5                    | 3                    | 0                    | 2                    | 174                  | 117                  | +57                  |
| XX     | 2007 | Alemanya                  | 3                    | 10                   | 7                    | 0                    | 3                    | 316                  | 283                  | +33                  |
| XXI    | 2009 | Croàcia                   | 4a posició           | 10                   | 7                    | 0                    | 3                    | 298                  | 258                  | +40                  |
| XXII   | 2011 | Suècia                    | 2                    | 10                   | 9                    | 0                    | 1                    | 334                  | 256                  | +78                  |
| XXIII  | 2013 | Espanya                   | 2                    | 9                    | 8                    | 0                    | 1                    | 291                  | 244                  | +47                  |
| XXIV   | 2015 | Qatar                     | 5a posició           | 9                    | 6                    | 2                    | 1                    | 272                  | 234                  | +38                  |
| XXV    | 2017 | França                    | 10a posició          | 6                    | 5                    | 0                    | 1                    | 182                  | 157                  | +25                  |
| XXVI   | 2019 | Dinamarca Alemanya        | 1                    | 10                   | 10                   | 0                    | 0                    | 317                  | 223                  | +94                  |
| XXVII  | 2021 | Egipte                    | 1                    | 9                    | 8                    | 1                    | 0                    | 304                  | 227                  | +77                  |
| XXVIII | 2023 | Polònia Suècia            | 1                    | 9                    | 8                    | 1                    | 0                    | 308                  | 226                  | +82                  |
| XXIX   | 2025 | Croàcia Dinamarca Noruega | 1                    | 9                    | 9                    | 0                    | 0                    | 330                  | 217                  | +113                 |
| XXX    | 2027 | Alemanya                  | Classificada         | Classificada         | Classificada         | Classificada         | Classificada         | Classificada         | Classificada         | Classificada         |

### Campionat d'Europa
| Edició | Any  | Seu                      | Posició              | J                    | G                    | E                    | P                    | GF                   | GC                   | DG                   |
| ------ | ---- | ------------------------ | -------------------- | -------------------- | -------------------- | -------------------- | -------------------- | -------------------- | -------------------- | -------------------- |
| I      | 1994 | Portugal                 | 4a posició           | 7                    | 3                    | 1                    | 3                    | 150                  | 152                  | -2                   |
| II     | 1996 | Espanya                  | 12a posició          | 6                    | 0                    | 0                    | 6                    | 132                  | 158                  | -26                  |
| III    | 1998 | Itàlia                   | No es va classificar | No es va classificar | No es va classificar | No es va classificar | No es va classificar | No es va classificar | No es va classificar | No es va classificar |
| IV     | 2000 | Croàcia                  | 10a posició          | 6                    | 2                    | 0                    | 4                    | 143                  | 153                  | -10                  |
| V      | 2002 | Suècia                   | 3                    | 8                    | 6                    | 1                    | 1                    | 212                  | 189                  | +23                  |
| VI     | 2004 | Eslovènia                | 3                    | 8                    | 6                    | 0                    | 2                    | 240                  | 206                  | +34                  |
| VII    | 2006 | Suïssa                   | 3                    | 8                    | 5                    | 1                    | 2                    | 253                  | 233                  | +20                  |
| VIII   | 2008 | Noruega                  | 1                    | 8                    | 7                    | 0                    | 1                    | 233                  | 193                  | +40                  |
| IX     | 2010 | Àustria                  | 5a posició           | 7                    | 5                    | 0                    | 2                    | 198                  | 184                  | +14                  |
| X      | 2012 | Sèrbia                   | 1                    | 8                    | 6                    | 0                    | 2                    | 216                  | 201                  | +15                  |
| XI     | 2014 | Dinamarca                | 2                    | 8                    | 7                    | 0                    | 1                    | 247                  | 222                  | +25                  |
| XII    | 2016 | Polònia                  | 6a posició           | 7                    | 4                    | 1                    | 2                    | 195                  | 180                  | +15                  |
| XIII   | 2018 | Croàcia                  | 4a posició           | 8                    | 5                    | 0                    | 3                    | 235                  | 215                  | +20                  |
| XIV    | 2020 | Àustria Noruega Suècia   | 13a posició          | 3                    | 1                    | 1                    | 1                    | 85                   | 83                   | +2                   |
| XV     | 2022 | Hongria Eslovàquia       | 3                    | 9                    | 7                    | 0                    | 2                    | 274                  | 228                  | +46                  |
| XVI    | 2024 | Alemanya                 | 2                    | 9                    | 7                    | 0                    | 2                    | 281                  | 233                  | +48                  |
| XVII   | 2026 | Dinamarca Noruega Suècia | Classificada         | Classificada         | Classificada         | Classificada         | Classificada         | Classificada         | Classificada         | Classificada         |

## Jugadors amb més partits
| Posició | Jugador             | Partits | Gols |
| ------- | ------------------- | ------- | ---- |
| 1       | Lars Christiansen   | 338     | 1503 |
| 2       | Hans Lindberg       | 308     | 809  |
| 3       | Niklas Landin       | 283     | 13   |
| 4       | Mikkel Hansen       | 276     | 1387 |
| 5       | Lasse Svan          | 246     | 572  |
| 6       | Bo Spellerberg      | 245     | 332  |
| 7       | Michael V. Kndusen  | 244     | 797  |
| 8       | Michael Fenger      | 234     | 541  |
| 9       | Erik Veje Rasmussen | 233     | 1015 |
| 10      | Henrik Mollgaard    | 229     | 182  |

## Jugadors amb més gols
| Posició | Jugador             | Gols | Partits |
| ------- | ------------------- | ---- | ------- |
| 1       | Lars Christiansen   | 1503 | 338     |
| 2       | Mikkel Hansen       | 1387 | 276     |
| 3       | Erik Veje Rasmussen | 1015 | 233     |
| 4       | Hans Lindberg       | 809  | 308     |
| 5       | Michael V. Kndusen  | 797  | 244     |
| 6       | Anders Dahl-Nielsen | 610  | 209     |
| 7       | Christian Hjermind  | 595  | 170     |
| 8       | Nikolaj Jacobsen    | 584  | 148     |
| 9       | Anders Eggert       | 581  | 160     |
| 10      | Lasse Svan          | 572  | 246     |